# Балачана (Сучава)
Балачана (рум. Bălăceana) насеље је у Румунији у округу Сучава у општини Балачана. Oпштина се налази на надморској висини од 359 m.

## Становништво
Према подацима из 2002. године у насељу је живело 1619 становника.

### Попис2002.
| Расподела становништва по националности 2002.‍ | Расподела становништва по националности 2002.‍ | Расподела становништва по националности 2002.‍ | Расподела становништва по националности 2002.‍ | Расподела становништва по националности 2002.‍ |
| --------------------------------------------- | --------------------------------------------- | --------------------------------------------- | --------------------------------------------- | --------------------------------------------- |
|                                               |                                               |                                               |                                               |                                               |
| Румуни                                        | Румуни                                        |                                               | 1.589                                         | 98,3%                                         |
| Роми                                          | Роми                                          |                                               | 27                                            | 1,7%                                          |